# Estação Ferroviária de Malta
A Estação Ferroviária de Malta (Antiga nº 266) é uma estação ferroviária localizada na cidade de Malta, Paraíba. Inaugurada em 19 de Abril de 1944, em solenidade que contou com a presença do ex-presidente da república Getúlio Vargas.
A estação integrava o ramal de Campina Grande, que inicialmente partia desde Itabaiana até a cidade de Campina Grande e depois de concluída a ligação entre Sousa-Pombal, Pombal-Patos e Patos-Campina, ligou-se com o Ceará.

## Histórico
Em 1907 foi inaugurado o ramal de Campina Grande, que partia da ferrovia da Great Western, que ligava Recife a Natal, o ramal da Paraíba foi prolongado de Sousa até Patos, em 1944 e em 1958, permitindo a ligação férrea entre o Ceará e a Paraíba ou Pernambuco.
O transporte de passageiros não acontecia na linha desde os anos de 1980 e a estação deixou de servir ao seu propósito inicial no início dos anos 2000, encontrando-se hoje, abandonada..